# Claude Antoine Compère
Claude Antoine Compère (* 21. Mai 1774 in Châlons-sur-Marne; † 7. September 1812 bei Borodino) war ein französischer Général de brigade. 

## Leben
Compère war der jüngere Sohn des Verwaltungsbeamten Louis-Quentin Compère; General Louis Henri Compère (1768–1833) war sein älterer Bruder. Begeistert von den Idealen der Revolution trat Compère 1789 in die Armee ein und wurde schon früh ein begeisterter Anhänger Napoleons. 
In einigen Schlachten konnte sich Compère durch Tapferkeit auszeichnen und wurde auch sehr schnell befördert. 
1812 konnte Compère an Napoleons Russlandfeldzug bereits im Generalsrang teilnehmen. Er kämpfte bei Mir (9./10. Juli 1812), Ostrowno (25. Juli 1812), Kljastizy (29. Juli/1. August 1812) und Smolensk (17./18. August 1812). In der Schlacht bei Borodino (7. September 1812) wurde Compère getötet und fand am Rande des Schlachtfelds seine letzte Ruhestätte.

## Ehrungen
- 1812 Offizier der Ehrenlegion
- Sein Name findet sich am westlichen Pfeiler (38. Spalte) des Triumphbogens am Place Charles-de-Gaulle (Paris).